# Simón Metafraste
Simón Metafraste fue uno de los más renombrados hagiógrafos bizantinos. La época en que vivió es aún cuestión de debate entre los estudiosos, situándosele entre los siglos IX al XIV, aunque el mayor consenso se ha alcanzado situándolo en el siglo X, asumiendo que se trata de un logoteta bizantino del mismo nombre del que hay certeza histórica de su tiempo.

## Obra
Ha habido mucha discusión respecto a qué vidas de santos fueron narradas por él, aunque estudios posteriores han entregado claridad sobre este punto al analizar la composición de los menologios griegos. El menologio de Metafraste es una colección de vidas de santos para cada uno de los doce meses del año, fácilmente reconocible entre colecciones similares, y que consiste en unas 150 piezas distintas, algunas de las cuales provienen de colecciones anteriores, en tanto otras fueron agregadas posteriormente.
Entre otros trabajos también atribuidos a Simón Metafraste, se encuentran una crónica, una colección canónica, algunas cartas y poemas, junto a otros escritos de menor importancia. La mayor fama de Simón Metafraste descansa, sin embargo, en su compilación de vidas de santos.
No hay mayores detalles acerca de su vida. La Iglesia Ortodoxa lo celebra como santo el 28 de noviembre.